# Караганда-Пасажирська
Караганда (каз. Қарағанды станциясы) — залізничний вокзал казахстанських залізниць, розташований в однойменному місті Караганда в Казахстані.

## Історія
Караганда стала великим залізничним транспортним вузлом в 1950 році, коли були з'єднані Транссиб і Турксиб. Тоді ж виникла і необхідність будівництва сучасного залізничного вокзалу. В цей же час починається освоєння цілинних земель, що зажадало розвитку транспортної та пасажирської залізничної інфраструктури.
Залізничний вокзал Караганда був побудований в 1956 році. Проект будівлі був розроблений інститутом «Ленгіпротранс». Фоє та зали очікування прикрашені барельєфами карагандинського скульптора Петра Антоненка. Загальна площа залізничного вокзалу становить 2 400 кв. метрів.
Залізничний вокзал складається з двох залів очікування для пасажирів, кімнат для відпочинку та кімнати матері і дитини, контактних пунктів і телефонних станцій, довідкового бюро, пунктів продажу залізничних квитків. Станція щорічно обслуговує в середньому близько 1,5 млн пасажирів.
У 1969 році поряд з вокзалом була побудована автостанція і, таким чином, сформований великий міський транспортний вузол.
У 2018 році почалася реконструкція залізничного пасажирського терміналу. Вона передбачає будівництво нового двоповерхового будинку для обслуговування пасажирів, при цьому площа і пропускна здатність комплексу збільшаться майже удвічі. Наступним етапом має стати реконструкція історичної будівлі зі збереженням архітектурних елементів 50-х років ХХ століття. При цьому планується, що нова будівля буде виконано в тому ж архітектурному стилі, що і історичне.
26 березня 2019 року будинок залізничного вокзалу було тимчасово закрито для проведення реконструкції. Пасажири в цей період будуть обслуговуватися в будівлі автовокзалу і на пероні.